# Bombardement de Yahata (juin 1944)
Seconde Guerre mondiale
Batailles
Le bombardement de Yahata durant la nuit du 15 au 16 juin 1944 est un raid aérien sur l'archipel japonais conduit par les bombardiers stratégiques de l'United States Army Air Forces (USAAF) durant la guerre du Pacifique. Le raid est mené par 75 bombardiers lourds B-29 Superfortress stationnés sur des bases en Chine. Seuls 47 de ces avions bombardent la cible principale du raid, l'aciérie de Yahata dans la préfecture de Fukuoka au nord du Kyūshū. Ils ne causent que peu de dégâts. Cinq B-29 sont perdus par accident durant l'opération et deux sont détruits par l'aviation japonaise.
Bien que le raid n'atteigne pas ses buts, il obtient d'autres effets : il fait prendre conscience aux civils japonais que leur pays est en passe d'être vaincu. Il reçoit aussi une couverture médiatique positive aux États-Unis. Les renseignements recueillis par les B-29 révèlent également des faiblesses dans les défenses aériennes du Japon et le raid est le premier de beaucoup d'autres à venir sur le Japon. Yahata est de nouveau attaqué par des B-29 décollant de Chine le 20 août 1944 et une grande partie de la ville est détruite par un raid incendiaire conduit par des B-29 basés aux îles Mariannes le 8 août 1945.

## Contexte
Le premier raid des United States Army Air Forces (USAAF) sur le Japon a lieu le 18 avril 1942 lorsque 16 bombardiers moyens B-25 Mitchell envolés d'un porte-avions attaquent plusieurs villes durant le raid de Doolittle. Bien que ce raid cause peu de dégâts, il affecte positivement le moral aux États-Unis. Le gouvernement japonais répond à l'attaque à la fois en augmentant le nombre d'unités de combat basées dans les quatre îles principales de l'archipel et en menant une offensive dans l'océan Pacifique qui prend fin sur une défaite lors de la bataille de Midway. L'USAAF n'est cependant pas en mesure de lancer de nouvelles attaques sur les îles japonaises après ce raid car aucun de ses avions de combat n'a une portée suffisante pour atteindre cette zone à partir de bases en Chine ou dans le Pacifique jusqu'à ce que les bombardiers lourds B-29 soient prêts au combat.
La Superfortress B-29 connaît une mise en service difficile. Les travaux sur la conception du bombardier commencent au début de 1940 et le premier prototype vole le 21 septembre 1942. Le Superfortress est le plus grand avion de combat de la Seconde Guerre mondiale et offre un emport maximal de bombes et une longue portée, tout en présentant un puissant armement défensif. Le B-29 comprend également certaines caractéristiques nouvelles telles qu'une cabine pressurisée et des tourelles télécommandées. Alors que 1 664 B-29 ont été commandés par l'USAAF avant le premier vol de l'avion, son développement est retardé de plusieurs mois après que le deuxième prototype s'est écrasé le 18 février 1943 et que les problèmes de conception sont progressivement résolus. La 58e Bombardment Wing est formée en juin 1943 pour exploiter les premiers B-29 de l'USAAF, mais elle ne commence à recevoir ces avions qu'en octobre. La livraison lente des B-29 et les problèmes mécaniques de l'avion ont pour conséquence que l'unité aérienne est en retard sur son programme de formation et n'est capable de se déployer qu'en mars 1944, après que ce qui était appelé le programme « bataille du Kansas (en) » ne commence à produire des avions prêts au combat.
À la fin de l'année 1943, le Joint Chiefs of Staff des États-Unis approuve une proposition de campagne de bombardement aérien contre les îles japonaises et l'Asie de l'Est en basant des B-29 en Inde et en établissant des aérodromes avancés dans des régions de Chine. Cette stratégie, appelée Opération Matterhorn, nécessite la construction de grandes pistes d'atterrissage près de Chengdu en Chine intérieure qui seront fournies par avions cargo alliés et utilisées pour faire le plein des B-29 voyageant à partir de bases situées au Bengale en route vers des cibles de bombardement au Japon. Le XX Bomber Command se voit confier la responsabilité de cet effort et ses équipes au sol commencent à quitter les États-Unis pour l'Inde par mer en décembre 1943,. La Twentieth Air Force est formée en avril 1944 afin de superviser toutes les opérations des B-29. Démarche sans précédent, le commandant de l'USAAF, le général Henry H. Arnold, prend le commandement personnel de cette unité et la dirige à partir du Pentagone. La 58e Bombardment Wing constitue la principale unité de combat du XX Bomber Command et son déplacement du Kansas en Inde se déroule du mois d'avril jusqu'au milieu du mois de mai. Bien que les membres de l'unité n'ont pas terminé leur formation au moment où ils embarquent pour l'Inde, leurs groupes de combat ont plus d'expérience que la plupart des unités de bombardiers de l'USAAF nouvellement déployées.

## Préparations

### États-Unis

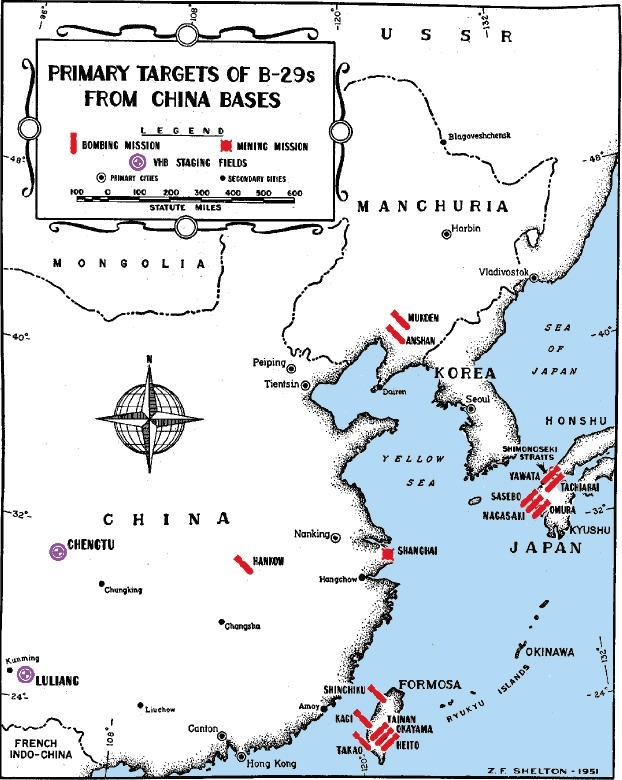
Emplacements des bases de B-29 en Chine et principaux objectifs attaqués en Asie de l'Est lors de l'opération Matterhorn

Après s'être établi en Inde, le XX Bomber Command sous le commandement du brigadier général Kenneth Wolfe entreprend diverses tâches pour se préparer à des raids contre le Japon. Au premier rang de celles-ci figure le stockage de carburant sur les aérodromes en Chine. Jusqu'à la fin de 1944, les avions de l'Air Transport Command de l'USAAF ne transportent pas de carburant pour le XX Bomber Command et cette tâche relève des B-29. Cet arrangement s'avère toutefois inefficace car 12 sorties de B-29 entre l'Inde et la Chine sont nécessaires pour transporter suffisamment de carburant et d'autres fournitures pour permettre à l'un des bombardiers lourds d'effectuer un aller-retour entre la Chine et le Japon. En conséquence, il faut plus longtemps que prévu pour constituer des stocks suffisants en Chine qui permettent le début des opérations des B-29. En outre, la poursuite des problèmes techniques avec les Superfortress, en particulier leurs moteurs Wright R-3350, a pour conséquence que de nombreux avions du XX Bomber Command sont inutilisable et nécessitent de constantes modifications.
Le XX Bomber Command effectue sa première opération de combat le 5 juin 1944. Ce jour-là, 98 B-29 sont expédiés à partir de bases en Inde pour attaquer des cibles à Bangkok en Thaïlande, comme répétition générale pour des opérations plus ambitieuses contre le Japon et des objectifs en Asie du sud est. Bien que peu de dégâts sont infligés et que cinq B-29 sont perdus en raison d'accidents de vol et de défauts techniques, l'opération est considérée comme un succès par le XX Bomber Command car elle a fourni une expérience de combat utile pour les équipages de bombardiers ainsi que des données sur la façon dont le B-29 se comporte au combat.
Le 6 juin, Wolfe reçoit d'Arnold un message l'informant que le Comité des chefs d’état-major interarmées veut qu'un raid soit mené sur le Japon dès que possible. Les objectifs de cette opération sont de soulager la pression sur les forces chinoises qui sont attaquées par les Japonais et de soutenir l'invasion de Saipan. Le message d'Arnold demande également combien de B-29 pourraient être envoyés les 15 et 20 juin. À l'époque, le premier raid sur le Japon est provisoirement prévu pour le 23 juin lorsque des approvisionnements suffisants seront disponibles en Chine pour soutenir 100 sorties de B-29.
Wolfe répond en indiquant que 50 B-29 pourraient être utilisés le 15 juin et 55 si l'opération est menée le 20 du mois. Arnold considère que ces chiffres sont insuffisants et ordonne qu'un raid par au moins 70 B-29 soit mené contre le Japon le 15 juin. À la suite de cet ordre, les B-29 du XX Bomber Command et des avions de transport sont engagés dans un effort intensif pour apporter de l'essence en Chine. D'autres fournitures de carburant sont mises à la disposition des bombardiers lourds en réduisant les activités unités de combat de l'USAAF basées en Chine. Pendant la même période, les équipes au sol du commandement reconditionnent autant de B-29 que possible pour améliorer leur fiabilité.
La cible choisie pour le premier raid sur le Japon est l'Imperial Iron and Steel Works à Yahata, ville industrielle située à environ 1 600 km de Chengdu. Il s'agit de l'installation la plus importante dans l'industrie de l'acier au Japon qui produit 24 % de la production totale d'acier laminé du pays. L'aciérie dépend de trois usines de coke et la plus grande d'entre elles est sélectionnée comme point de visée désigné pour les B-29. Le proche port de Laoyao, important port industriel, est choisi comme cible secondaire du raid. La sélection de l'aciérie de Yahata comme première cible à attaquer est en conformité avec une décision prise par la Twentieth Air Force le 1er avril 1944, qui affecte la plus haute priorité à l'attaque de l'industrie de l'acier et du coke au Japon. Il est décidé de procéder à un raid de nuit, chaque B-29 bombardant individuellement car les avions n'ont pas la portée nécessaire pour effectuer un vol en formation plus gourmande en carburant entre les bases aériennes avancées et Yahata.

### Japon
Malgré un plan de mystification qui comprend de faux reportages affirmant que les B-29 seront déployés comme bombardiers en Europe mais seulement utilisés comme transports armés sur le théâtre des opérations de Chine-Birmanie-Inde, l'armée japonaise détecte la préparation de bases de B-29 en Inde et en Chine. En outre, des agents japonais en Chine rapportent tous les mouvements de B-29, avertissant des heures à l'avance des raids sur les îles de l'archipel. Les services de renseignement japonais en déduisent qu'une fois les préparatifs logistiques achevés, les bombardiers lourds attaqueront des usines dans le nord de Kyūshū et que le premier raid aura lieu de nuit. Le 26 avril, des chasseurs japonais rencontrent pour la première fois un B-29 lorsque deux « Oscars »Nakajima Ki-43 attaquent et endommagent un B-29 solitaire volant près de la frontière sino–indienne.
L'armée japonaise commence le transfert des avions de combat de Chine et du Pacifique vers l'archipel nippon au début de 1944 en prévision des raids de B-29. En juin 1944, Yahata se trouve dans le district ouest des quatre commandements de défense régionales du Japon. La 19e brigade aérienne est formée en juin 1944 pour commander les unités de combat dans le district de l'Ouest et comprend les 4e et 59e régiments aériens. Le 4e régiment stationné sur le terrain d'aviation d'Ozuki (en) est équipé de 35 chasseurs lourds bimoteurs Kawasaki Ki-45 Toryu, dont 25 sont opérationnels à la mie-juin et dispose des pilotes les mieux formés de la brigade. Le 59e régiment aérien inexpérimenté basé sur le terrain d'aviation d'Ashiya exploite 25 chasseurs monomoteur Kawasaki Ki-61 Hien, bien qu'environ seuls sept ou huit sont opérationnels,. En outre, Yahata et le nord du Kyūshū sont défendus par des unités d'artillerie anti-aérienne et des ballons de barrages. Des stations de radar et un réseau de postes de guet fournissent une alerte précoce sur les raids à venir.
La mission essentielle de la 19th Air Brigade est de défendre les installations industrielles dans le nord du Kyūshū, et particulièrement l'aciérie de Yahata. Les plans de la brigade pour la défense du district occidental exigent que ses avions d'interception soient concentrés sur Yahata et ne s'éloignent pas de la zone. Bien que ce déploiement inflexible est jugé insatisfaisant par la 19th Air Brigade, il est jugé nécessaire car quelques avions seulement sont disponibles, les uniques unités de projecteurs nécessaires pour faciliter les opérations de nuit sont stationnées près de Yahata et le nord de Kyūshū est considéré par l'armée comme étant la région la plus importante dans le district de l'Ouest. Avant le raid sur Yahata, la 19th Air Brigade entreprend une planification conjointe avec les unités anti-aériennes et met en œuvre un programme de formation qui comprend la pratique pour répondre aux alertes et aux vols de nuit.

## Raid
Le 13 juin, les B-29 de la 58th Bombardment Wing commencent à quitter l'Inde pour se rendre sur les bases avancées en Chine. Le 15 juin, 83 superforteresses ont atteint les quatre aérodromes avancés autour de Chengdu, bien qu'au moins 12 ont fait demi-tour avant d'atteindre la Chine et un autre s'est écrasé causant la mort de son équipage. Chacun des avions a quitté l'Inde emportant près de 2 t de bombes de 500 livres qu'ils largueront pendant le raid. Un grand nombre d'officiers dont huit généraux, se rendent également à Chengdu pour observer l'opération mais ne sont pas autorisés à participer au raid. Les équipages de bombardiers sont cependant rejoints par huit journalistes et trois photographes de presse.
À ce moment, l'USAAF ne dispose que de peu de photos récentes des zones industrielles japonaises et les équipages de bombardiers sont informés sur Yahata en utilisant des cartes et des photos de la fin des années 1920 et du début des années 1930.
Les Superforteresses commencent à quitter leurs bases à 16 h 16 heure locale le 15 juin. L'ensemble du raid est dirigé par le brigadier général Laverne G. Saunders, commandant du 58th Bombardment Wing. Des 75 avions envolés, l'un s'écrase immédiatement après le décollage sans faire de victimes et quatre autres rentrent à cause de problèmes mécaniques. Les avions restants volent sur une route directe vers l'île Okino où ils virent pour attaquer Yahata. Chacun des quatre groupes de la 58th Bombardment Wing envoie deux avions à l'avant pour marquer la cible et l'autre avion vole dans une longue ligne bomber stream. Ces deux tactiques sont adoptées de celles utilisées par le Bomber Command de la British Royal Air Force en Europe. Les bombardiers sont détectés par des unités de l'Armée japonaise et de la Force aérienne de l'armée japonaise en Chine. Ces rapports sont transmis à la 19e brigade aérienne qui estime que les bombardiers sont en route pour le nord du Kyūshū et y arriveront vers minuit heure locale. Une station radar et des postes d'observation à Cheju-Do détectent ensuite les bombardiers de 23 h 31 à 0 h 30 heure locale. Une alarme de raid aérien est émise à 0 h 24 et 24 appareils du 4e régiment aérien commencent à décoller trois minutes plus tard pour patrouiller sur le nord de Kyūshū. Le 59th Air Regiment ne se met pas en alerte pour un décollage d'urgence car ses pilotes n'ont pas travaillé avec ceux du 4th Air Regiment en opérations de nuit, ses avions souffrent de problèmes mécaniques et il est à craindre que les B-29 voient et attaquent la base d'Ashiya.
Les B-29 commencent à arriver au-dessus de Yahata à 0 h 38 heure locale et l'attaque sur la ville dure presque deux heures. Seulement 15 avions américains sont en mesure de viser pour placer leurs bombes visuellement car la ville est plongée dans le noir et obscurcie par la fumée ou la brume. Les 32 autres bombardent au radar. Deux autres B-29 bombardent le port de Laoyao et cinq autres atteignent des cibles par hasard. En tout, 107 tonnes de bombes sont larguées pendant le raid,. Après le largage des premières bombes, des mises à jour régulières sur le déroulement de l'opération sont transmises au quartier général de la Twentieth Air Force à Washington, d'où elles sont relayées à Arnold qui est à Londres à l'époque. Les participants au raid sont reçus par de lourds mais imprécis tirs anti-aériens et les projecteurs stationnés autour de Yahata ne sont pas efficaces. Le 4e régiment aérien réalise le seul impact mortel de la nuit quand un de ses chasseurs abat un B-29. Les autres avions du régiment ont du mal à entrer en contact avec les bombardiers et ne réussissent que quelques interceptions.
Le vol de retour des B-29 en Chine se déroule sans incident. Un des superforteresses est mitraillée au sol et détruite par un avion japonais après avoir atterri à Neihsiang avec des ennuis de moteur et deux autres avions s'écrasent, entraînant la perte de la totalité de leurs équipages ainsi qu'un correspondant du magazine Newsweek,. Les pertes américaines globales dans le raid sont de sept B-29 détruits et six autres endommagés par des canons antiaériens ; 57 aviateurs et un journaliste sont tués à bord de ces avions. Beaucoup de B-29 sont bloqués en Chine pendant plusieurs jours après le raid en raison de pénuries de carburant et ils ne retournent en Inde qu'après que Wolfe a emprunté 15 000 l de fuel aux réserves du 312th Fighter Wing (en). Pendant cette période, les bombardiers sont très vulnérables aux raids de représailles japonais mais aucun ne se manifeste.

## Conséquences
Le raid cause peu de dommages dans la ville de Yahata. Le 18 juin, un avion de la Fourteenth Air Force de l'USAAF survole la ville et photographie la zone ciblée. Ces photos montrent qu'une bombe seulement est tombée sur le complexe de l'aciérie impériale et a frappé une centrale électrique située à 3,700 m du four à coke le plus proche. De légers dommage ont également été infligés à l'arsenal de Kokura et autres bâtiments industriels et civils dans la zone. En dépit de la politique de l'USAAF d'encourager les reportages factuels relativement aux opérations des B-29, les résultats du raid sont exagérés dans les médias américains. Les légères pertes au combat subies par les participants au raid ainsi que les renseignements d'origine électromagnétique recueillis par les B-29 révèlent l'inefficacité des défenses radar et aériennes japonaises. En conséquence, l'USAAF envoie un seul B-29 de reconnaissance photo survoler une grande partie du Japon et de la Corée le 21 juin. Cette sortie est un succès et améliore fortement les renseignements dont disposent les États-Unis sur ces zones.
Le raid de Yahata révèle de graves lacunes dans les défenses aériennes du Japon. Alors que la 19e brigade aérienne prétend initialement avoir abattu huit B-29 et endommagé quatre autres, il est bientôt déterminé que seuls deux des bombardiers ont été détruits. Ce taux de perte est considéré comme trop faible pour repousser les attaques sur l'archipel. Le raid démontre que le Japon dispose de trop peu de bases aériennes et que pas assez avions ne sont disponibles pour les opérations de nuit. Il est également constaté que le chasseur Toryu n'est pas bien adapté à l'interception du B-29 car il est plus lent que le bombardier, trop légèrement armé et la plupart des avions ne disposent pas de radar. Alors que le système d'alerte de raid aérien a fait ses preuves dans ce cas, les radars qui ont détecté les avions américains n'ont pas été capables de déterminer leur altitude et il a été décidé qu'il était nécessaire d'élargir davantage la couverture radar. La performance du 131e régiment anti-aérien durant le raid est jugée si mauvaise que son commandant est transféré en Mandchourie. Les nouvelles du raid sur Yahata et le débarquement réussi des Américains à Saipan le même jour indiquent également aux civils japonais que la guerre ne se déroule pas bien. En réponse au raid, les ministres du gouvernement japonais invitent les familles vivant dans les quatre plus grandes villes du pays à envoyer leurs enfants dans les zones rurales.
Le raid des 15 et 16 juin 1944 sur Yahata marque le début de la campagne de bombardement stratégique de l'USAAF contre le Japon. La ville est de nouveau frappée par des B-29 pendant des raids de jour et de nuit le 20 août mais ne souffre d'aucun dommage grave. Le XX Bomber Command mène 49 raids à partir de ses bases en China et en Inde entre les mois de juin 1944 et mars 1945, dont neuf sont conduits sur des cibles situées dans les îles de l'archipel, mais l'opération Matterhorn n'atteint pas ses buts. En dépit des problèmes initiaux, les opérations du XXI Bomber Command à partir des îles Mariannes, qui commencent le 28 octobre 1944, s'avèrent beaucoup plus efficaces. En conséquence, le XX Bomber Command est transféré aux îles Marianne au début de 1945,. Yahata est de nouveau prise pour cible par des B-29 le 8 août 1945, deux jours après le bombardement atomique de Hiroshima. Ce jour-là, la ville est attaquée par 221 B-29 escortés par trois groupes de chasseurs Republic P-47 Thunderbolt dont le 318e groupe de chasseur basé sur Ie-jima au large de la côte d'Okinawa. Les bombardiers sont armés de bombes incendiaires et la tempête de feu qui s'ensuit détruit 21 pour cent de la zone urbaine de Yahata.